# Calau becgroc meridional
El calau becgroc meridional o calau becgroc del sud (Tockus leucomelas) és una espècie d'ocell de la família dels buceròtids (Bucerotidae) que habita estepes i sabanes àrides d'Àfrica Meridional, des del sud d'Angola, sud de Zàmbia, centre i sud de Moçambic i sud de Malawi, cap al sud, a través de Namíbia, Botswana i Zimbàbue fins al nord i est de Sud-àfrica.